# Anis Zamoum
Pour les articles homonymes, voir Zamoum.
Anis Zamoum, né le 10 décembre 1990, est un handballeur algérien.

## Palmarès

### avec l'Équipe d'Algérie
Championnat du monde junior
- 19e au Championnat du monde junior 2009  ( Égypte)
- 14e au  Championnat du monde junior  2011 ( Grèce)

Championnat du monde jeunes
- 14e au Championnat du monde jeunes 2009 ( Tunisie)

Championnat d'Afrique
- Médaille d'or au championnat d'Afrique 2014 ( Algérie)
- Demi-finaliste au  Championnat d'Afrique 2016 ( Égypte)